# 埃拉巴基

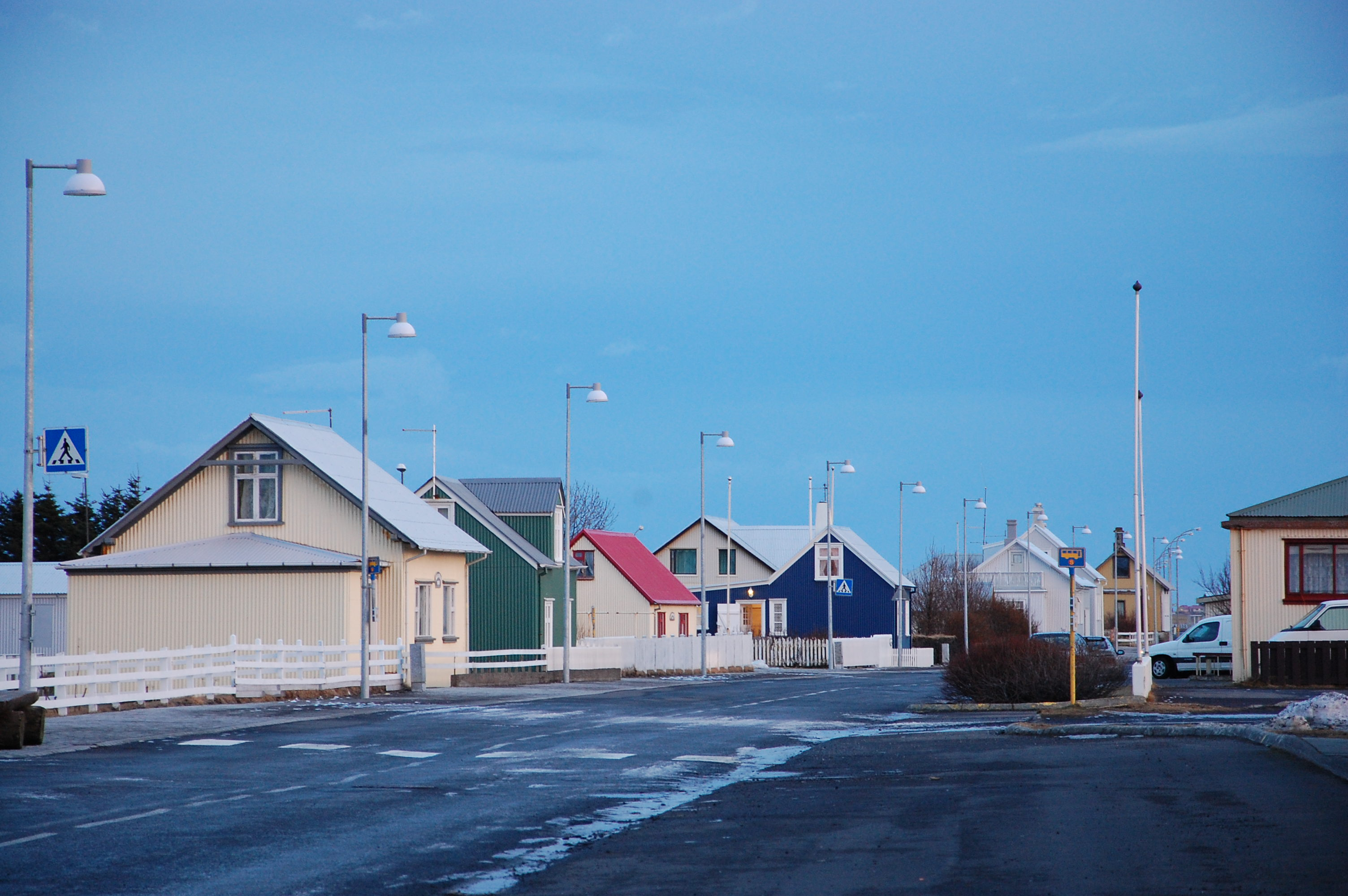
镇内景象

埃拉巴基是冰島南部區阿堡市镇内的城鎮，位於該國西南部。鎮上的教堂建於1890年，旅遊業是其中一項主要的經濟活動，2011年人口569。

## 外部連結
- 官方网站  （冰岛语）
- Rein - Guesthouse in Eyrarbakki （页面存档备份，存于） （英文）
- Eyrarbakki- Historical website （页面存档备份，存于） （冰岛语）

63°52′N 21°09′W / 63.867°N 21.150°W